# Новоозерянська сільська рада
Новоозерянська сільська рада (до 1963 року — Озерянська сільська рада) — колишня адміністративно-територіальна одиниця та орган місцевого самоврядування у Ставищенського, Брусилівського і Коростишівського районів Малинської і Київської округ, Київської й Житомирської областей Української РСР та України з адміністративним центром у с. Нові Озеряни.

## Населені пункти
Сільській раді були підпорядковані населені пункти:
- с. Нові Озеряни

## Населення
Відповідно до перепису населення СРСР, станом на 17 грудня 1926 року, чисельність населення ради становила 1 794 особи, з них, за статтю: чоловіків — 857, жінок — 937; етнічний склад: українців — 1 790, інші — 4. Кількість господарств — 413, з них неселянського типу — 1.
Відповідно до результатів перепису населення СРСР, кількість населення ради, станом на 12 січня 1989 року, становила 597 осіб.
Станом на 5 грудня 2001 року, відповідно до перепису населення України, кількість мешканців сільської ради становила 603 особи.

## Склад ради
Рада складалася з 12 депутатів та голови.

### Керівний склад сільської ради
| ПІБ                    | Основні відомості                                                                  | Дата обрання | Дата звільнення |
| ---------------------- | ---------------------------------------------------------------------------------- | ------------ | --------------- |
| Проць Ольга Вікторівна | Сільський голова, 1973 року народження, освіта, член Соціалістичної партії України | 26.03.2006   | 31.10.2010      |
| Проць Ольга Вікторівна | Сільський голова, 1973 року народження, освіта середня спеціальна                  | 31.10.2010   |                 |

Примітка: таблиця складена за даними джерела

## Історія
Створена 1923 року як Озерянська сільська рада, в с. Озеряни Кочерівської волості Радомисльського повіту Київської губернії. На 17 грудня 1926 року в підпорядкуванні ради значилися хутори Пальців та Флорняни.
Станом на 1 вересня 1946 року сільська рада входила до складу Брусилівського району Житомирської області, на обліку в раді перебувало с. Озеряни.
11 серпня 1954 року, відповідно до указу Президії Верховної ради Української РСР «Про укрупнення сільських рад по Житомирській області», до складу ради включено с. Осівці ліквідованої Осівецької сільської ради Брусилівського району. 5 березня 1959 року, відповідно до рішення Житомирського ОВК № 161 «Про ліквідацію та зміну адміністративно-територіального поділу окремих сільських рад області», підпорядковано с. Приворіття ліквідованої Приворітської сільської ради Брусилівського району. 8 квітня 1963 року, відповідно до рішення Житомирського ОВК № 158 «Про перейменування деяких сільських рад і населених пунктів в районах області», адміністративний центр ради, с. Озеряни, перейменовано на с. Нові Озеряни з відповідним перейменуванням ради на Новоозерянську.
На 1 січня 1972 року сільська рада входила до складу Коростишівського району Житомирської області, на обліку в раді перебували села Нові Озеряни, Осівці та Приворіття.
17 січня 1977 року, відповідно до рішення Житомирського облвиконкому № 24 «Про питання адміністративно-територіального поділу окремих районів області», с. Осівці передане до складу Брусилівської сільської ради. 20 вересня 1989 року, відповідно до рішення Житомирського ОВК № 236 «Про деякі питання адміністративно-територіального устрою», у с. Приворіття відновлено окрему, Приворітську сільську раду Брусилівського району.
Ліквідована 28 грудня 2016 року через об'єднання до складу Брусилівської селищної територіальної громади Брусилівського району Житомирської області.
Входила до складу Ставищенського (7.03.1923 р.), Брусилівського (13.03.1925 р., 4.05.1990 р.) та Коростишівського (30.12.1962 р.) районів.